# Склеротека
Склеротека (лат. Sclerotheca) — род деревянистых растений семейства Колокольчиковые (Campanulaceae), распространённый в Полинезии (острова Кука, Маркизские, Общества и Тубуаи).

## Ботаническое описание
Кустарники или небольшие деревья. Цветки крупные, одиночные, пазушные. Венчик двугубый, фиолетовый, пурпурный, зелёный или жёлтый. Завязь двугнёздная. Плод коробочковидный.

## Виды
Род включает 10 видов:
- Sclerotheca arborea (G.Forst.) A.DC. typus
- Sclerotheca forsteri Drake
- Sclerotheca jayorum J.Raynal
- Sclerotheca longistigmata F.Br.
- Sclerotheca magdalenae J.Florence
- Sclerotheca margaretae F.Br.
- Sclerotheca oreades E.Wimm.
- Sclerotheca raiateensis (Baill.) Pillon & J.Florence
- Sclerotheca seigelii (J.Florence) Pillon & J.Florence
- Sclerotheca viridiflora Cheeseman